# Идин плавац
Идин плавац (лат. Plebejus idas) врста је дневног лептира из породице плаваца. Насељава северне делове палеоарктичке и неоарктичке зоне. Лети од јуна до авугста у зависности од локације. Распон крила му је 17 до 28 милиметара. Ларве се хране врстама из породица Calluna и Fabaceae. Основна боја је уједначенија, а црни руб горње стране крила је ужи.

## Распрострањење и станиште
Ова врста се може наћи у већем делу Европе (изузев Шпаније, јужне Италије и Велике Британије), у северним подручјима Палеоарктика и на подручјима Неоарктика.
Обично насељава травната цветна подручја, мјешовите зимзелене шуме и влажне ливаде до алпског нивоа, на надморској висини од 200-2.100 метара надморске висине.

## Подврсте
Подврсте идиног плавца:
- (1787)
- , 1945
- (1936)
- (1882)
- (1882)
- , 1939
- (1936)
- (1910)
- , 1938
- (1949)
- , 1879
- ,1936
- (1972)
- , 1917
- (1861)
- (1949)
- (1936)

### Угрожена подврста
(синоними - Lycaeides idas lotis, Lycaeides argyrognomon lotis, некада Plebejus argyrognomon) представља угрожену подврсту идиног плавца. То је ендемска подврста специфична за Округ Мендосино у Калифорнији, која се може видети и у окрузима Сонома и Марин. Ова подврста се налази на листи угрожених од 1. јуна 1976. године, али у дивљини није виђена од 1994. године.

## Галерија
- Мужјак - доња страна
- Мужјак и женка током парења